# Turismo de aventura

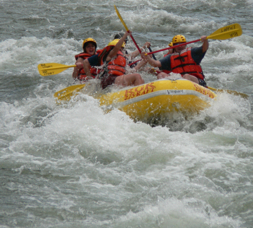
Rafting no rio Arkansas no Colorado.

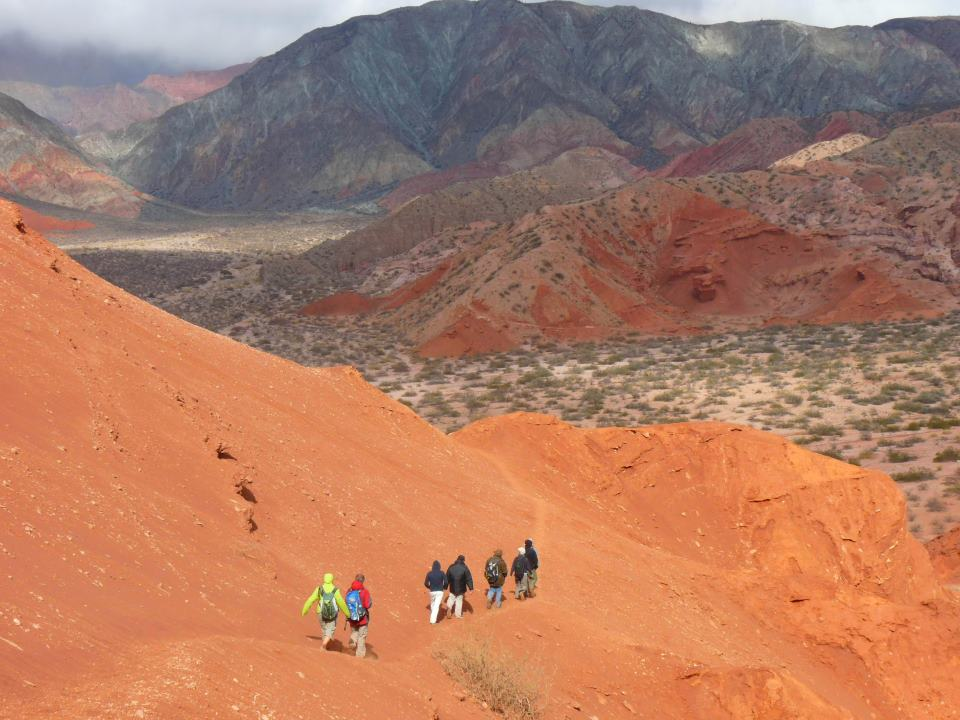
Caminhadas na Cafayate,Argentina.

Turismo de aventura é um segmento de mercado do sector turístico que compreende o movimento de turistas cujo atrativo principal é a prática de atividades de aventura de carácter recreativo. Podendo ocorrer em qualquer espaço: natural, construído, rural, urbano, estabelecido como área protegida ou não.
Atividades relacionadas: rafting, rapel, mountain bike, mergulho autônomo, mergulho de apneia, trekking, arborismo e espeleologia entre outras atividades.

## Turismo de aventura
Primeiramente entendido como uma atividade ou subproduto do ecoturismo, o segmento de turismo de aventura, atualmente, possui características e consistência de mercado próprias e, consequentemente, uma nova oportunidade de ofertas e possibilidades devido ao crescimento que vem adquirindo.
Vários empreendimentos foram constituídos no país, oferecendo produtos e serviços especializados aos turistas, impulsionados pelas transformações no comportamento do consumidor em direção a estilos de vida mais saudáveis e também a uma sensibilidade aos assuntos ligados à preservação da cultura e da natureza, que se refletem na escolha das atividades de lazer e, assim, na definição dos destinos turísticos.
Estima-se que o crescimento do turismo de aventura a partir de 1998 tenha sido de 20% ao ano, de acordo com dados da Organização Mundial do Turismo (OMT)  e da Sociedade Internacional de Ecoturismo (TIES). Somente o mercado doméstico de viagens de aventura dos Estados Unidos é estimado em US$ 25 bilhões, como base nos resultados das taxas de participação e gastos médios por viagem.
Os impactos econômicos desse segmento não se limitam aos destinos turísticos. Diversos envolvidos, que de modo geral não estão sediados nos núcleos receptores, são diretamente impulsionados: fornecedores de equipamentos, seguradoras, outros produtos e atividades associadas. Diante disso e considerando as especificidades desse segmento, principalmente quanto ao quesito segurança, verificou-se a necessidade de delimitar a sua abrangência em relação a outros tipos de turismo, tanto para basear a formulação e execução de políticas públicas como também subsidiar os interessados quanto as características e questões legais que podem implicar nas relações de mercado.
O conceito estabelecido de turismo de aventura fundamenta-se em aspectos que se referem à atividade turística e ao território em relação à motivação do turista, que pressupõem o respeito nas relações institucionais, de mercado, entre os praticantes e com o ambiente. Nesse contexto, define-se que "Turismo de Aventura compreende os movimentos turísticos decorrentes da prática de atividades de aventura de caráter recreativo e não competitivo".

## Movimentos turísticos
São entendidos como movimentos turísticos os deslocamentos e estadas que envolvem a efetivação de atividades consideradas turísticas geradas pela prática de atividades de aventura que dão consistência a este segmento, ou seja, a oferta de serviços, equipamentos e produtos de:
- hospedagem
- alimentação
- transporte
- recepção e condução de turistas
- recreação e entretenimento
- operação e agenciamento
- outras atividades complementares que existam em função da prática do turismo

### Prática de atividades de aventura de caráter recreativo e não competitivo
- Atividades de aventura

A palavra aventura — do latim adventūrus ("o que advirá"), particípio futuro de advenīre ("advir") — remete a algo diferente, ao desafio, a certo risco capaz de proporcionar a sensação de prazer, liberdade e superação pessoal, que varia de acordo com a expectativa de cada pessoa e do nível de dificuldade de cada atividade.
Para tais fins, consideram-se atividades de aventura aquelas cujo prêmio é a superação de limites pessoais, caracterizadas como atividades de recreação e não de competição (as atividades denominadas esportivas, sejam de aventura ou não, quando entendidas como competições são definidas como modalidades esportivas e tratadas no âmbito do segmento denominado "turismo de esportes").
As atividades de aventura aqui abordadas como o atrativo principal que identifica o segmento de turismo de aventura podem ocorrer em qualquer espaço: natural, construído, rural, urbano, estabelecidos como área protegida ou não. Também podem ser abordadas sob diferentes enfoques:
- Como de responsabilidade individual do turista quando ocorre sem a interferência dos prestadores de serviços turísticos no que se refere especificamente à prática da atividade de aventura.
- Como de responsabilidade solidária quando conduzida, organizada, intermediada via prestadores de serviços de operação de agências de turismo que depende de orientação de profissionais qualificados para a função e de equipamentos e técnicas que proporcionem, além da prática adequada, a segurança dos profissionais e dos turistas.

Assim, as atividades de aventura pressupõem determinado esforço e riscos até certo ponto controláveis, e que podem variar de intensidade conforme a exigência de cada atividade e a capacidade física e psicológica do praticante. Isso requer que o turismo de aventura seja tratado de modo particular, especialmente quanto aos aspectos relacionados à segurança. Devem ser trabalhadas, portanto, diretrizes, estratégias, normas, regulamentos, processos de certificação e outros instrumentos e marcos específicos.
O segmento de turismo de aventura deve contemplar, em sua prática, comportamentos e atitudes que possam evitar e minimizar possíveis impactos negativos ao ambiente, ressaltando o respeito e a valorização das comunidades receptoras. Entende-se por ambiente — natural e construído — o conjunto de inter-relações sociais, econômicas, culturais e com a natureza de determinado território.